# Amphichiraler Knoten
Im mathematischen Gebiet der Knotentheorie ist ein amphichiraler Knoten (auch: achiraler Knoten) ein Knoten, der zu seinem Spiegelbild äquivalent ist. Ein chiraler Knoten ist ein Knoten, der nicht zu seinem Spiegelbild äquivalent ist.
Amphichirale Knoten sind von Bedeutung in Biologie und Chemie, weil die Chiralität oder Achiralität von Molekülen von großer Bedeutung für ihre physikalischen und chemischen Eigenschaften ist. Chiral verknotete Moleküle in pharmazeutischen Produkten führten in den 50er Jahren zu schweren Schädigungen bei Neugeborenen, weil spiegelbildlich verknotete Moleküle oft auf völlig unterschiedliche Weise wirken. Dieses Problem tritt bei amphichiral verknoteten Molekülen nicht auf.

## Formale Definition
Ein Knoten ist eine Äquivalenzklasse von Einbettungen {\displaystyle S^{1}\to \mathbb {R} ^{3}} (oder {\displaystyle S^{1}\to S^{3}}), wobei zwei Einbettungen als äquivalent angesehen werden, wenn es einen orientierungserhaltenden Homöomorphismus des {\displaystyle \mathbb {R} ^{3}} (oder der {\displaystyle S^{3}}) gibt, der die eine Einbettung in die andere abbildet.
Das Spiegelbild eines Knotens erhält man, indem man einen orientierungsumkehrenden Homöomorphismus auf das Bild einer den Knoten repräsentierenden Einbettung anwendet. Weil alle orientierungsumkehrenden Homöomorphismen des {\displaystyle \mathbb {R} ^{3}} (oder der {\displaystyle S^{3}}) homotop zueinander sind, kommt es bei dieser Definition nicht auf die Wahl des orientierungsumkehrenden Homöomorphismus an.
Das Spiegelbild des Knotens {\displaystyle K} wird mit {\displaystyle K^{*}} bezeichnet.
Ein Knoten heißt amphichiral (oder achiral), wenn er zu seinem Spiegelbild äquivalent ist, wenn es also nicht nur einen orientierungsumkehrenden, sondern auch einen orientierungserhaltenden Homöomorphismus gibt, der den Knoten auf sein Spiegelbild abbildet.
Ein Knoten heißt chiral, wenn er nicht zu seinem Spiegelbild äquivalent ist.

## Beispiele chiraler und amphichiraler Knoten

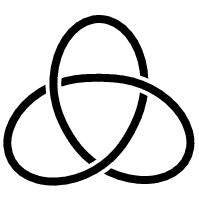
Die linkshändige Kleeblattschlinge.
Die rechtshändige Kleeblattschlinge.

- Die Kleeblattschlinge ist ein chiraler Knoten: die linkshändige Kleeblattschlinge ist zur rechtshändigen Kleeblattschlinge nicht äquivalent.

- Allgemeiner sind alle Torusknoten chirale Knoten.

- Der Achterknoten ist amphichiral.

## Invarianten
Die folgenden Invarianten können einen Knoten von seinem Spiegelbild unterscheiden:
- Signatur: die Signatur des Spiegelbildes hat entgegengesetztes Vorzeichen, die Signatur eines amphichiralen Knotens ist also Null. Mit dieser Invariante kann man die Spiegelbilder von Torusknoten (z. B. der Kleeblattschlinge) von den ursprünglichen Knoten unterscheiden.

- Chern-Simons-Invariante: die Chern-Simons-Invariante des Spiegelbildes hat entgegengesetztes Vorzeichen, die Chern-Simons-Invariante eines amphichiralen Knotens ist also Null.

- Kreuzungszahl: die Modulo 2-Reduktion der Kreuzungszahl eines Knotens ist entgegengesetzt zu der des Spiegelbildes, die Kreuzungszahl eines amphichiralen Knotens ist also eine gerade Zahl

- Jones-Polynom: das Jones-Polynom {\displaystyle V_{K^{*}}} des Spiegelbildes {\displaystyle K^{*}} erhält man durch Substitution von {\displaystyle t^{-1}} in das Jones-Polynom von {\displaystyle K}, d. h. {\displaystyle V_{K^{*}}(t)=V_{K}(t^{-1})}. Das Jones-Polynom eines amphichiralen Knotens ist also palindromisch.

- Rasmussens s-Invariante, siehe Khovanov-Homologie.

- τ-invariante von Ozsváth und Szabó, siehe Heegaard-Floer-Homologie.

## Verwandte Begriffe
| Kreuzungszahl               | 3 | 4 | 5 | 6 | 7 | 8  | 9  | 10  | 11  | 12   | 13   | 14    | 15     | 16      |
| --------------------------- | - | - | - | - | - | -- | -- | --- | --- | ---- | ---- | ----- | ------ | ------- |
| Chirale Knoten              | 1 | 0 | 2 | 2 | 7 | 16 | 49 | 152 | 552 | 2118 | 9988 | 46698 | 253292 | 1387166 |
| Reversible Knoten           | 1 | 0 | 2 | 2 | 7 | 16 | 47 | 125 | 365 | 1015 | 3069 | 8813  | 26712  | 78717   |
| Völlig chirale Knoten       | 0 | 0 | 0 | 0 | 0 | 0  | 2  | 27  | 187 | 1103 | 6919 | 37885 | 226580 | 1308449 |
| Amphichirale Knoten         | 0 | 1 | 0 | 1 | 0 | 5  | 0  | 13  | 0   | 58   | 0    | 274   | 1      | 1539    |
| Positiv amphichirale Knoten | 0 | 0 | 0 | 0 | 0 | 0  | 0  | 0   | 0   | 1    | 0    | 6     | 0      | 65      |
| Negativ amphichirale Knoten | 0 | 0 | 0 | 0 | 0 | 1  | 0  | 6   | 0   | 40   | 0    | 227   | 1      | 1361    |
| Völlig amphichirale Knoten  | 0 | 1 | 0 | 1 | 0 | 4  | 0  | 7   | 0   | 17   | 0    | 41    | 0      | 113     |